# Brécy (Cher)
Brécy település Franciaországban, Cher megyében. Lakosainak száma 969 fő (2022. január 1.). Brécy Étréchy, Farges-en-Septaine, Nohant-en-Goût, Rians, Sainte-Solange és Villabon községekkel határos.

## Népesség
A település népességének változása:
| Lakosok száma | 555  | 503  | 706  | 762  | 856  | 952  | 1013 | 1030 | 1053 | 969  |
|               | 1968 | 1982 | 1999 | 2006 | 2011 | 2015 | 2017 | 2018 | 2020 | 2022 |